# 日光郵便局
日光郵便局（にっこうゆうびんきょく）
- 栃木県日光市にある郵便局。本記事にて記述する。

 日光簡易郵便局（にっこうかんいゆうびんきょく）
- 鳥取県西伯郡伯耆町にある簡易郵便局。局番号は52806。

日光郵便局（にっこうゆうびんきょく）は栃木県日光市にある郵便局。民営化前の分類では集配普通郵便局であった。

## 概要
住所：〒321-1499 栃木県日光市中鉢石町896-1

### 分室
分室はなし。過去に存在した分室は以下のとおり。
- 日光郵便局分室[1] - 1953年（昭和28年）に廃止。

## 沿革
- 1872年8月4日（明治5年7月1日） - 鉢石（はついし）郵便取扱所として開設[2]。
- 1874年（明治7年） - 日光町（にっこうまち）郵便取扱所に改称。
- 1875年（明治8年）1月1日 - 日光町郵便局（五等）となる。
- 1880年（明治13年） - 為替取扱を開始。
- 1881年（明治14年）5月1日 - 貯金取扱を開始。
- 1888年（明治21年）12月12日 - 日光郵便局に改称[3]。
- 1891年（明治24年）3月21日 - 日光郵便電信局となる。
- 1903年（明治36年）4月1日 - 通信官署官制の施行に伴い日光郵便局となる。
- 1951年（昭和26年）3月1日 - 上都賀郡日光町大字日光に分室を設置[4]。
- 1953年（昭和28年）7月20日 - 分室を廃止。
- 1956年（昭和31年）11月1日 - 電話通話および和文電報受付事務の取扱を開始。
- 1992年（平成4年）8月3日 - 外国通貨の両替および旅行小切手の売買に関する業務取扱を開始。
- 2007年（平成19年）10月1日 - 民営化に伴い、併設された郵便事業日光支店に一部業務を移管。
- 2012年（平成24年）10月1日 - 日本郵便株式会社発足に伴い、郵便事業日光支店を日光郵便局に統合。

## 取扱内容
- 郵便、印紙、ゆうパック、内容証明
- 貯金、為替、振替、振込、国際送金、外貨両替・トラベラーズチェック、国債、投資信託
- 生命保険、バイク自賠責保険、自動車保険
- ゆうちょ銀行ATM
- 「321-14xx」区域（日光市（合併以前からの日光市域のうち、中宮祠、湯元および小来川地区を除く各区域））の集配業務
- ゆうゆう窓口

## 風景印
- 図案は国宝『陽明門』・重要文化財『神橋』・重要文化財『五重塔』・『日光杉並木』
- 使用開始日は1972年（昭和47年）9月10日

## 周辺
- 日光市役所 日光総合支所
- 日光金谷ホテル
- 大谷川

## アクセス
- 東武日光線 東武日光駅、JR日光線 日光駅から北西へ約1.4km（徒歩約16分）
- 関東バス 日光総合支所停留所、東武バス 日光支所前停留所下車
- 日光宇都宮道路 日光ICから北西へ約2km
- 国道119号沿い
- 駐車場あり：8台